# Tadeusz Iwaniec
Tadeusz Iwaniec (Elbląg, 9 de outubro de 1947) é um matemático polonês/estadunidense, que trabalha com análise matemática.
Iwaniec estudou na Universidade de Varsóvia, onde obteve em 1975 um doutorado e em 1979 a habilitação, onde foi professor assistente. Foi de 1981 a 1983 professor na Academia de Ciências da Polônia. Em 1978/1979 foi professor visitante na Universidade Estatal de Moscou, em 1979 na Universidade de Bonn e em 1982 em Helsinki. Em 1983/1984 esteve na Universidade de Michigan em Ann Arbor, 1984/1985 na Universidade do Texas em Austin, 1985/1986 no Instituto Courant de Ciências Matemáticas, sendo desde 1986 professor da Universidade de Syracuse, onde é desde 1996 John Raymond French Distinguished Professor de matemática.
Foi palestrante convidado do Congresso Internacional de Matemáticos em Varsóvia (1983: Some aspects of partial differential equations and quasi-regular mappings).

## Obras
- com Kari Astala, Gavin Martin: Elliptic partial differential equations and quasiconformal mappings in the plane, Princeton University Press 2009
- com Gaven Martin: The Beltrami Equation, AMS 2009
- com Gaven Martin: Geometric function theory and nonlinear analysis, Oxford University Press 2001
- com Jani Onninen: N-harmonic mappings between annuli : the art of integrating free Lagrangians, AMS 2011
- Regularity theorems for solutions of partial differential equations for quasiconformal mappings in several dimensions, Warschau 1982